# Культурно-історична психологія
Культурно-історична психологія — розділ психології, що вивчає взаємозв'язки між культурно-історичним розвитком соціуму і психікою окремого індивіду.

## Історія
Вивчення культурно-історичної детермінації психіки бере початок з другої половини XIX ст. Першим дослідником був соціолог Еміль Дюркґейм. Започаткувавши поняття "соціальний факт", він проілюстрував, що кожна людина протягом свого життя проходить певні «періоди»: дитинство, робота, сім'я, шлюб, діти і т.д. Соціальний факт має ідеалізований характер і має індивідуальні втілення (відсутність сім'ї у одних людей та наявність у інших). Таким чином, Дюркґейм висунув гіпотезу про існування колективного уявлення про дійсність.
Колега Дюркґейма, Люсьєн Леві-Брюль, зробив висновки про існування двох типів колективного уявлення: сучасного та первісного.
Французький психолог П'єр Жане поглибив знання про соціальну детермінацію. Він припустив, що зовнішні взаємозв'язки між людьми поступово перетворюють їхні індивідуальні властивості психіки.
Найбільш повно принцип культурно-історичної детермінації психіки було розкрито в роботах Л.С.Виготського. Він припустив існування двох ліній розвитку психіки:
- природної,
- культурно опосередкованої

У відповідності з цими двома лініями розвитку він виділив «нижчі» і «вищі» психічні функції.
Прикладом нижчих, або природних, психічних функцій може служити мимовільна (в т.ч. ейдетична) пам'ять.
До вищих психічних функцій впевнено відносять пам'ять, мислення, мову і сприйняття. Відносити до вищих психічних функцій увагу, волю, мотивацію в цілому, внутрішні почуття і соціальні емоції — питання спірне. Це обумовлено довільним існуванням цих процесів у індивіда.